# خرد (دانایی)
خِرَد، داشتن دانش، شعور، فهم، تجربه و بصیرت، اکتسابی و نیز فهم ذاتی به همراه قابلیت کار بستن آنهاست. در بسیاری از دینها و فرهنگها بر اهمیت خرد تکیه شده‌است و از فضایل به‌شمار رفته‌است همچنین لازم است ذکر شود که عده ای از ادیبان و نویسندگان به تفاوت میان خرد و هوش تأکید داشته و بر این باور بوده‌اند که خرد اکتسابی و هوش مادرزادی است و نمی‌توان آن‌ها را یکی دانست؛ عده ای نیز میان خرد و عقل هم تفاوت قائل شده و عقل را لطمه پذیر از خرد دانسته‌اند بنابراین می‌توان نزدیکترین واژه به خرد را دانایی دانست.
کسروی در آغازین جملات کتاب «در پیرامون خرد» َش می‌گوید:
"گرانمایه‌ترین چیزی که خدا به آدمیان داده «خرد» است، خرد شناسنده نیک و بد و راست و کج و سود وزیانست. آدمی برگزیده آفریدگان است، میوه آفرینش است. اینرا ما با دلیل روشن گردانیده‌ایم و باید پذیرفت. ولی این برگزیدگی بیش از هر چیزِ دیگر نتیجهٔ آنست که آدمی دارای خرد است. آدمیان اگر خرد را بشناسند و پیروی از آن کنند، جا برای کشاکشها و دشمنیها که درمیانست نخواهد ماند و زندگانی به راه دیگری افتاده، بیشتری از رنجها از میان خواهد رفت. لیکن جای افسوس است که آدمیان، خرد را نمی‌شناسند و از آن سودجویی نمی‌توانند، در نتیجهٔ همین نشناختن و سود نجستن، صد کشاکش و دشمنی درمیان خود می‌دارند، و شاهراه زندگانی را گم کرده ازخوشیهای جهان جز بهره کمی نمی‌یابند، و همیشه دچار رنج و آسیب می‌باشند. این زیانکشی بسیار بزرگی از آدمیان است. داستان آدمیان از این باره داستان کسانیست که درشب تاریکی در یک زمین ناهمواری راه می‌پیمایند، و چراغی را که با خود می‌دارند، چون نمی‌دانند که چیست و چه سودی ازآن تواند بود، روشن نمی‌گردانند و از آن بهره‌مندی نمی‌خواهند.

در همان تاریکی راه افتاده، خود را به رنج و سختی می‌اندازند."

## خرد در فرهنگ ایرانی

### در متون پارسی میانه
در متون پارسی میانه به دو گونه خرد اشاره شده‌است: آسْنْ خرد به معنی خرد ذاتی و در برابر آن گوش سرود خرد به معنی خرد اکتسابی.
در مقاله نه‌گانه ایرانی در آموزه ایرانیان به نقل از دکتردینانی اشاره شد که «موضوع روان (نفس) در دانش روانشناسی در سطح تقلیل یافته‌ای قرار گرفته و برخلاف دانش نه‌گانه، خود را از حکمت به دور نگه داشته‌است.
ولی روان در انسان از ریشه روندگی، چیزی فراتر از یک رفتار ساده و سطحی است و این روندگیِ انسان در امید به شناختی است که جستجو می‌کند.
دانش نه‌گانه ایرانی به مثابه حکمت عملی است و چنین مسیری را دنبال می‌کند».
همچنین دکتردینانی در همایش اخلاق ۹۶ اشاره کرد که شجاعت، عفت، حکمت و عدالت. چهار فضیلت اخلاقی است که مدار همه اخلاقیات است.
در همین راستا دکتربختیار اهمیت این چهار فضیلت را در آموزه‌های حکمای ایران باستان و به ویژه در تربیت شاهزادگان یادآور شد.
دکتردینانی در توضیح دو فضیلت شجاعت و عفت یادآور می‌شود که این دو خصلت می‌تواند با شدت و ضعف یا به تعبیر دیگر با افراط و تفریط همراه شود.